# 부르사주

부르사주의 위치

부르사주(튀르키예어: Bursa ili)는 튀르키예 서부에 위치한 주로, 마르마라 지역에 속한다. 주도는 부르사이며 면적은 11,043km2, 인구는 2,413,971명(2006년 기준), 인구밀도는 218.6명/km2, 자동차 번호는 16번, 시외전화 지역번호는 0262번이다. 북쪽과 북서쪽으로는 마르마라해와 접하며 서쪽으로는 발리케시르주, 남쪽으로는 퀴타히아주, 동쪽으로는 빌레지크주와 사카리아주, 북동쪽으로는 코자엘리주, 북쪽으로는 얄로바주와 접하며 17개 군을 관할한다.

## 인구
| 연도    | 인구      | ±% p.a. |
| ------- | --------- | ------- |
| 1927    | 401,595   | —       |
| 1940    | 461,648   | +1.08%  |
| 1950    | 545,919   | +1.69%  |
| 1960    | 693,894   | +2.43%  |
| 1970    | 847,884   | +2.02%  |
| 1980    | 1,148,492 | +3.08%  |
| 1990    | 1,603,137 | +3.39%  |
| 2000    | 2,125,140 | +2.86%  |
| 2010    | 2,605,495 | +2.06%  |
| 2018    | 2,994,521 | +1.75%  |
| source: |           |         |

## 같이 보기
- 부르사
- 이즈니크